# یواس‌اس هیستینگز (۱۸۶۰)
یواس‌اس هیستینگز (۱۸۶۰) (به انگلیسی: USS Hastings (1860)) یک کشتی بود که طول آن ۱۷۳ فوت (۵۳ متر) بود. این کشتی در سال ۱۸۶۰ ساخته شد.